# 게이초 분고 지진
게이초 분고 지진(慶長豊後地震)은 1596년 9월 1일에 일본의 분고국에서 발생한 지진이다. 지진 규모는 M7.0. 산사태, 쓰나미가 발생했다. 이 지진으로 708명이 사망했다.

## 참고 문헌
- 国立天文台 『理科年表 令和3年』 丸善 P.775 ISBN 978-4-621-30560-7